# 井上因砂因硕
井上因砂因碩（日语：／ Inoue Insainseki，1784年—1829年10月29日），日本圍棋棋手，生於石見國邇摩郡馬路村的名門山崎家，山崎家為有名的棋聖道策與其弟道砂因碩的出生地，家族為寂光寺（本因坊家家督、跡目去世後所葬之地）、井上家墓園的修建者。本名為山崎新次郎，後有因濟、因隨、因砂等名稱。

## 生平
因砂為肥前國唐津藩主水野和泉守的家臣，拜於井上春策因碩門下，獲得五段免狀。1810年春策忽然病倒，召集因砂來江戶，因砂在藩主同意下來到江戶，春策見到因砂後即去世，並不清楚是否立因砂為跡目。因為春策的突然去世，其他三家家督原本要照春策的遺言推薦當時六段格（六段名義，五段手合）的因砂為新家督，但是當時因砂為水野和泉守的家臣，最後在棋界長老、井上家的外家服部家服部因淑（井上春達因碩的徒弟）的協助下，因砂娶了春策次女為妻，繼任井上家家督，是為第十世井上因碩。
1810年開始參加御城碁，受第七世安井仙角（大仙知）兩子5目勝，但因砂終究原本是個武士而非棋士，不可否認其棋作為一個家督仍遜他家一籌，實際上當時多為服部因淑支撐井上家。1819年在服部因淑安排下，將服部因淑的徒弟服部立徹立為跡目，即為有名的安節因碩。
1824年因砂隱退，安節繼任，五年後去世。

## 外部連結
日本圍棋故事